# Ladányi Gedeon (gyorskorcsolyázó)
Ladányi Gedeon, Lindner Gedeon (Budapest, 1914. január 5. – Budapest, 1990. augusztus 28.) gyorskorcsolyázó, kerékpáros, szakíró, olimpikon. Felesége Ladányiné Saáry Éva (Eva Lindner) főiskolai világbajnok műkorcsolyázó.

## Élete
A Magyar Királyi Pázmány Péter Tudományegyetemen tette le jogi abszolutóriumát. A Testnevelési Főiskolán szerezte gyorskorcsolya-szakedzői oklevelét 1963-ban. 1932-től 1948-ig volt a Budapesti Korcsolyázó Egyletben (BKE) gyorskorcsolyázó, illetve 1932-től 1945-ig a MAC-ban kerékpáros. 1946-tól 1970-ig a Munkás Testedző Egylet (MTE), utána a Budapesti Vörös Meteor gyorskorcsolya-szakosztály edzőjeként dolgozott, majd 1970-től 1978-ig Bécsben volt edző. Gyorskorcsolyázóként részt vett 1948-ban a St. Moritz-i téli olimpián. Kétszeres főiskolai világbajnok, főiskolai vb 4. helyezett, főiskolai vb 5. helyezett, főiskolai vb 6. helyezett. Háromszoros összetett magyar bajnok. 1938-tól 1949-ig volt magyar válogatott. Kerékpárosként magyar bajnok (kétüléses verseny, 1939). 1947-ben egyszer a magyar pályakerékpáros, kétszer a magyar országúti kerékpáros válogatottnak volt tagja.

## Fontosabb munkái
- Kerékpár I. rész A kerékpár története (TF jegyz., Bp., 1952);
- Gyorskorcsolyázás (Bp., 1954).